# Облещук Галина Ярославівна
Галина Ярославівна Облещук (* 23 лютого 1989, Івано-Франківськ) — українська легкоатлетка, що спеціалізується у штовханні ядра, учасниця Олімпійських ігор 2016 року.

## Основні досягнення
| Рік  | Чемпіонат                     | Місце проведення         | Місце  | Результат |
| ---- | ----------------------------- | ------------------------ | ------ | --------- |
| 2011 | Чемпіонат Європи в приміщенні | Париж, Франція           | 11 (q) | 16.21 м   |
| 2011 | Чемпіонат Європи серед молоді | Острава, Чехія           | 6      | 16.87 м   |
| 2012 | Чемпіонат світу в приміщенні  | Стамбул, Туреччина       | 16 (q) | 16.39 м   |
| 2013 | Чемпіонат Європи в приміщенні | Гетеборг, Швеція         | 13 (q) | 16.81 м   |
| 2013 | Чемпіонат світу               | Москва, Росія            | 5      | 18.08 м   |
| 2014 | Чемпіонат світу в приміщенні  | Сопот, Польща            | 16 (q) | 16.74 м   |
| 2015 | Чемпіонат світу               | Пекін, Китай             | 19 (q) | 16.97 м   |
| 2016 | Чемпіонат Європи              | Амстердам, Нідерланди    | 16 (q) | 16.30 м   |
| 2016 | Олімпійські ігри              | Ріо-де-Жанейро, Бразилія | 34 (q) | 15.81 м   |